# Diplotaxis ungulata
Diplotaxis ungulata är en skalbaggsart som beskrevs av Mont A. Cazier 1940. Diplotaxis ungulata ingår i släktet Diplotaxis och familjen Melolonthidae. Inga underarter finns listade i Catalogue of Life.